# OO (음반)
《OO》는 대한민국의 가수 자이언티의 두 번째 정규 음반이다. YG 엔터테인먼트 자회사 레이블인 더블랙레이블이 2017년 2월 1일에 출시하였다. 이 음반에는 지드래곤과 빈지노와의 콜라보레이션이 담겨 있다.

## 배경 및 발매
2017년 1월 21일, 자이언티 2월 초 신곡을 발매한다는 발표가 있었고, 한사민이 연출한 타이틀곡 뮤직비디오 촬영을 마쳤다. 이틀 후, 그들은 이 음반이 2월 1일에 발매될 예정이며, 지드래곤이 이 음반에 참여할 것이라고 발표했고, 자이언티가 지드래곤의 〈너무 좋아 (I LOVE IT)〉에 참여한 2013년 이후 두 번째 콜라보레이션이었다. 빈지노는 후에 음반의 모든 곡의 티저로 이 음반에 실리게 되었다. 1월 27일, 타이틀곡과 함께 음반의 티저 영상이 공개되었다.

## 트랙 리스트
| #            | 제목                         | 작사                         | 작곡                     | 편곡         | 재생 시간 |
| ------------ | ---------------------------- | ---------------------------- | ------------------------ | ------------ | --------- |
| 1.           | 〈영화관〉                   | 자이언티                     | 자이언티, 피제이         | 피제이       | 3:33      |
| 2.           | 〈노래〉                     | 자이언티                     | 자이언티, 쿠시           | 쿠시, 피제이 | 3:36      |
| 3.           | 〈Comedian〉                 | 자이언티                     | 자이언티, 윤석철         | 피제이       | 1:53      |
| 4.           | 〈미안해 (Feat. 빈지노)〉    | 자이언티, 빈지노             | 피제이, 자이언티, 서원진 | 피제이       | 3:06      |
| 5.           | 〈나쁜 놈들〉                | 자이언티                     | 자이언티, 피제이         | 피제이       | 3:34      |
| 6.           | 〈Complex (Feat. 지드래곤)〉 | 자이언티, 지드래곤, DJ Dopsh | 자이언티, 피제이, Slom   | 피제이, Slom | 3:27      |
| 7.           | 〈바람 (2015)〉              | 자이언티                     | 자이언티, 쿠시, 서원진   | 서원진       | 4:13      |
| 8.           | 〈영화관 (Inst.)〉           |                              | 자이언티, 피제이         | 피제이       | 3:32      |
| 총 재생 시간 | 총 재생 시간                 | 총 재생 시간                 | 총 재생 시간             | 총 재생 시간 | 26:58     |